# Taxon
Taxon – międzynarodowe czasopismo naukowe poświęcone systematyzacji, filogenezie i taksonomii glonów, grzybów i roślin. Publikuje również artykuły dotyczące metodologii, historii botaniki, biografii, bibliografii i tematów pokrewnych, opinie, komentarze i nowe perspektywy, a także szereg regularnych felietonów, w tym Plant Systematics World. Taxon jest jedynym miejscem, w którym można publikować propozycje zmian Międzynarodowego Kodeksu Nomenklatury Botanicznej glonów i roślin lub propozycje zmian nomenklaturalnych. Czasopismo wydawane jest przez International Association for Plant Taxonomy (IAPT).
Taxon jest dwumiesięcznikiem dostępnym w subskrypcji. Online bez logowania dostępny jest spis numerów, spis artykułów i ich streszczenia.